# 長田雄一
長田 雄一（ながた ゆういち、1983年3月16日-）は日本の俳優。

## 主な出演
3年B組金八先生-茂木照孝役
- 第5シリーズ（1999年10月14日 - 2000年3月30日）
- スペシャル10「お前死んだらオレ泣くぞ・3B一年ぶり大集合」（2001年4月5日）
- 第6シリーズ　第11話・第12話（2001年12月20日・2002年1月10日）
- みにくいアヒルの子　涙の再会スペシャル（2003年4月11日）

| スタブアイコン | サブスタブ | この項目は、まだ閲覧者の調べものの参照としては役立たない、俳優（男優・女優）に関連した書きかけの項目です。この項目を加筆・訂正などしてくださる協力者を求めています（P:映画/PJ芸能人）。 |